# Атиф Їлмаз
Атиф Їлмаз Батибекі (тур. Atıf Yılmaz Batıbeki) — турецький кінорежисер, сценарист та кінопродюсер. За свою творчу кар'єру він зняв 119 фільмів, створив 53 сценарії до фільмів та був продюсером 28 кінокартин, починаючи з 1951 року і є своєрідною легендою турецької кіноіндустрії.

## Дитинство
Атиф Їлмаз народився 9 грудня 1925 року в турецькому місті Мерсін, в курдській родині, що походила з Палу. Після закінчення школи в Мерсіні, він вступає до юридичного факультету Стамбулського університету. Але, зацікавленість мистецтвом переважає, і він залишивши юриспруденцію, вступає до стамбульської Академії мистецтв на факультет живопису. Після закінчення університету він деякий працює в майстерні як художник. В подальшому живопис, як відзначав сам Атиф, допоміг йому у створенні фільмів.

## Особисте життя
Атиф Їлмаз тричі був одружений. Першою дружиною була акторка Нурхан Нур. Від цього шлюбу у кіномитця народилася донька Кезбан Арджа (Батибекі). Після розлучення, його другою дружиною стала драматург Айше Шаса. Востаннє Атиф одружився з Деніз Тюркалі, дочкою турецького новеліста, кіносценариста і режисера Ведата Тюркалі.

## Кінокар'єра
На початку свого творчого шляху Атиф працював кінокритиком, виконуючи деякі замальовки та пишучи сценарії до фільмів для того, щоб заробити собі на життя. Після роботи в двох кінокартинах, як помічник режисера Семіха Евіна у 1950 році, він створює фільм Kanlı Feryat (Кривавий плач). 1960 року він створив власну кінокомпанію «Yerli Film» разом з актором Орханом Гюншираєм.
Серед найважливіших фільмів в кінобіографії Атифа можна виокремити наступні:
- Hıçkırık;
- Alageyik;
- Suçlu;
- Seni Kaybedersem;
- Yaban Gülü;
- Keşanlı Ali Destanı;
- Taçsız Kral;
- Toprağın Kanı;
- Ölüm Tarlası;
- Utanç;
- Zavallılar;
- Selvi Boylum;
- Al Yazmalım;
- Baskin;
- Adak;

Bir Yudum Sevgi;
- Adı Vasfiye;
- Berdel;
- Düş Gezginleri;
- Eylül Fırtınası;
- Mine.

Всі фільми режисера несуть певний соціальний зміст. Більшість з тем, що піднімалися в кінофільмах, були табу в турецькому суспільстві на момент їх виходу на екрани. Зокрема фільми «Міне́» (тур. жіноче ім'я) та «Її звати Васфіє» (тур. Adı Vasfiye,) де піднято революціні на той час теми сексуальності та суспільна реакція на це.
Атиф Їлмаз, на відміну від інших турецьких кіновиробників, що з економічних причин призупиняли свою діяльність, жодного разу не робив перерви в своїй режисерській кар'єрі.
Також він відіграв важливу роль в становленні таких відомих турецьких кінорежисерів, як Халіт Рефіг, Їлмаз Ґюней, Шеріф Ґьорен, Зекі Октен та Алі Озгентюрк.
З 1991 року — почесний доктор університету у Хаджеттепе.
Під час проведення у вересні 2005 року кінофестивалю в Анталії його госпіталізували зі скаргами на шлунково-кишковий тракт. Помер Атиф Їлмаз 5 травня 2006 року в Стамбулі.

## Нагороди
- 1959 рік — найкращий режисер від Асоціації журналістів турецького кінофестивалю;
- 1965 рік — найкращий режисер та фільм (друга премія) за кінострічку "Keşanlı Ali Destanı «на кінофестивалі „Золотий апельсин“ в Анталії;
- 1972 рік — найкращий режисер фільму „Zulüm“ на кінофестивалі „Золотий апельсин“;
- 1976 рік — найкращий режисер фільму „Deli Yusuf“ на кінофестивалі „Золотий апельсин“;
- 1978 рік — найкращий режисер фільму „Al Yazmalım“ на кінофестивалі „Золотий апельсин“ ;
- 1984—1985 роки — найкращий режисер на кінофестивалі „Золотий апельсин“ та премія за найкращий турецький фільм „Bir yudum sevgi“ на міжнародному кінофестивалі в Стамбулі, номінація на „Золоту премію“ Московського міжнародного кінофестивалю за фільм „Mine“ ;
- 1986 рік — найкращий турецький фільм року „Adı Vasfiye“ на міжнародному фестивалі в Стамбулі та найкращий режисер фільму Ааах Белінда на фестивалі „Золотий апельсин“;
- 1991 рік — почесна відзнака на міжнародному кінофестивалі в Стамбулі та за найкращий фільм „Berdel“ на 10-му кінофестивалі в Валенсії (цей же фільм отримав візнаку 1992 року на фестивалі в Адані»;
- 1996 рік — почесна премія від кінофестивалю «Золотий апельсин».